# ألان نورث
ألان نورث (بالإنجليزية: Alan North)‏ هو ممثل أمريكي، ولد في 23 ديسمبر 1920 بنيويورك في الولايات المتحدة، وتوفي في 19 يناير 2000 في الولايات المتحدة.

## أعمال

### أفلام
- (1979) ...والعدالة للجميع
- (1986) ساكن الجبال
- (1986) فعل انتقامي
- (1989) المجد
- (1996) قبلة الوداع[3]

### مسلسلات
- عالم آخر

## وصلات خارجية
- ألان نورث على موقع IMDb (الإنجليزية)
- ألان نورث على موقع ألو سيني (الفرنسية)
- ألان نورث على موقع ميوزك برينز (الإنجليزية)
- ألان نورث على موقع أول موفي (الإنجليزية)
- ألان نورث على موقع قاعدة بيانات برودواي على الإنترنت (الإنجليزية)
- ألان نورث على موقع قاعدة بيانات الأفلام السويدية (السويدية)
- ألان نورث على موقع قاعدة بيانات الفيلم (الإنجليزية)
- ألان نورث على موقع كينوبويسك (الروسية)